# (33938) 2000 LT33
2000 أل تي 33 (ويعرف أيضًا باسم (33938) 2000 أل تي 33 وفق تسمية الكوكب الصغير) (بالإنجليزية: 2000 LT33)‏؛ هو كويكب ضمن حزام الكويكبات.
اكتُشف هذا الجُرم الفلكي بواسطة تعقب الأجرام القريبة من الأرض في 4 يونيو 2000، وترتيبه 33938 من حيث الاكتشاف.

## الوصف
اكتُشف 339382000LT في 4 يونيو 2000 في مرصد هاليكالا، الواقع في هاليكالا، هاواي في الولايات المتحدة، بواسطة مشروع تعقب الأجرام القريبة من الأرض (بالإنجليزية: Near-Earth Asteroid Tracking)‏ NEAT. وقد رصد المشروع 2,140 مشاهدة للكويكب إلى غاية 5 فبراير 2022 بتوقيت منطقة المحيط الهادئ، أي في مدة قدرها 11,433 يومًا (31.3 عام). تستغرق الفترة المدارية للكويكب 1,260 يومًا (3.5 عام).

## الخصائص المدارية
يتميز مدار هذا الكويكب بنصف محور رئيسي يبلغ 2.28 وحدة فلكية، وحضيض قدره 1.87 وحدة فلكية، وانحراف قدره 0.181 وزاوية ميلان 6.75 درجة بالنسبة لمسار الشمس. بسبب هذه الخصائص، أي نصف المحور الرئيسي بين 2 و3.2 وحدة فلكية وحضيض أكبر من 1,666 وحدة فلكية، يُصنف هذا الجُرم الفلكي وفقًا لقاعدة بيانات مختبر الدفع النفاث لأجرام النظام الشمسي الصغيرة كائنًا من حزام الكويكبات الرئيسي.

## الخصائص الفيزيائية
يُقدر القدر المطلق (H) لـ339382000LT بـ14.83 ووضاءته بـ0.173، مما يمكِّن تقدير قطره بـ 3.056كم. استُخلصت هذه النتائج بفضل ملاحظات مستكشف الأشعة تحت الحمراء عريض المجال (WISE)، وهو مرصد فضائي أمريكي وُضع في المدار في عام 2009 ويراقب السماء بأكملها بالأشعة تحت الحمراء، في عام 2011، نُشرت النتائج الأولى المتعلقة بالكويكبات من الحزام الرئيسي.

## وصلات خارجية
- (33938) 2000 LT33 في قاعدة بيانات مختبر الدفع النفاث لأجرام النظام الشمسي الصغيرة

- الاكتشاف · مخطط المدار ·  العناصر المدارية · المعلمات المادية

- (33938) 2000 LT33 على موقع ويكي سكاي: DSS2, SDSS, GALEX, IRAS, Hydrogen α, X-Ray, Astrophoto, Sky Map, Articles and images